# رومن روسلی
رومن روسلی (آلمانی: Roman Röösli؛ زادهٔ ۲۲ سپتامبر ۱۹۹۳) قایقران روئینگ اهل سوئیس است.
وی در مسابقات کشوری و بین‌المللی در مجموع برندهٔ ۲ مدال طلا، ۳ مدال نقره، ۴ مدال برنز شده است.